# 4766 Malin
4766 Malin este un asteroid din centura principală, descoperit pe 28 martie 1987 de Eleanor Helin.